# イチキラの滝

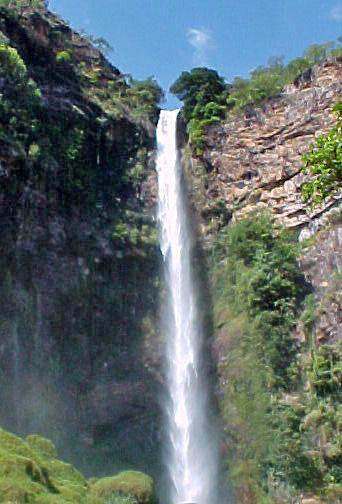
イチキラの滝

イチキラの滝（イチキラのたき、ポルトガル語: Salto do Itiquira）はブラジルの滝。ゴイアス州フォルモサの北34キロ、ブラジリアから115キロの地点に位置する。落差は168メートルあり、ブラジルにおいてアクセス可能な滝の中では最も高く、全国でも2番目の高さを誇る。